# Ostra niewydolność serca
Ostra niewydolność serca (ONS, łac. insufficientia cordis acuta, ang. acute heart failure) – szybko rozwijający się zespół objawów podmiotowych i przedmiotowych spowodowanych upośledzeniem czynności skurczowej lub rozkurczowej serca, co skutkuje niedostatecznym zaopatrzeniem komórek w tlen i substancje odżywcze oraz zaburzeniem funkcji wielu narządów i układów. Może rozwinąć się de novo lub jako dekompensacja przewlekłej niewydolności serca.

## Podział

### Postacie kliniczne
1. ostra niewyrównana niewydolność serca
2. nadciśnieniowa ostra niewydolność serca (przełom nadciśnieniowy)
3. obrzęk płuc
4. wstrząs kardiogenny
5. niewydolność serca z dużym rzutem
6. prawostronna niewydolność serca

### Klasyfikacje
Klasyfikacja Killipa-Kimballa:
- I – nie ma objawów klinicznych dekompensacji serca, bez cech zastoju w krążeniu płucnym ani III tonu serca
- II – niewydolność serca, zastój poniżej dolnych kątów łopatek objawiający się wilgotnymi rzężeniami i (lub) III ton serca
- III – pełnoobjawowy obrzęk płuc, rzężenia nad ponad połową pól płucnych
- IV – wstrząs kardiogenny, hipotonia (ciśnienie tętnicze skurczowe ≤90 mm Hg) i cechy hipoperfuzji obwodowej (oliguria, sinica, zlewne poty)

Klasyfikacja Forrestera:
- I – chorzy bez objawów hipoperfuzji obwodowej i bez cech zastoju w płucach; CI > 2,2 l/min/m², PCWP <18 mm Hg
- II – chorzy z izolowanym zastojem w płucach, bez objawów hipoperfuzji obwodowej; CI > 2,2 l/min/m², PCWP > 18 mm Hg
- III – chorzy ze wstrząsem hipowolemicznym, z objawami hipoperfuzji obwodowej, ale bez cech zastoju w płucach. CI < 2,2 l/min/m², PCWP <18 mm Hg
- IV – chorzy we wstrząsie kardiogennym, z objawami hipoperfuzji obwodowej i cechami zastoju w płucach. CI < 2,2 l/min/m², PCWP >18 mm Hg.

## Etiologia
Przyczyny dekompensacji przewlekłej niewydolności serca:
- nieodpowiednie leczenie, brak współpracy (low compliance)
- nadmierna podaż wody i sodu
- postęp choroby podstawowej
- choroba niedokrwienna serca
- nadciśnienie tętnicze
- zaburzenia rytmu
- infekcje
- zatorowość płucna

## Objawy i przebieg
Objawy ostrej lewokomorowej niewydolności serca:
- objawy małego rzutu:
  - splątanie, senność
  - blada, chłodna, spocona skóra
  - hipotonia
  - tętno nitkowate
  - skąpomocz
  - sinica obwodowa
- objawy zastoju:
  - duszność
  - kaszel
  - hipertonia
  - blada, chłodna i wilgotna skóra
  - osłuchowe cechy zastoju nad płucami (rzężenia drobno- i średniobańkowe)

### Nieprawidłowości w badaniach dodatkowych
Monitorowanie hemodynamiczne
- nieprawidłowy wynik pomiaru ciśnienia zaklinowania cewnikiem Swana-Ganza jest diagnostyczny

EKG
- zazwyczaj nieprawidłowe, zależne od choroby podstawowej

Badania laboratoryjne
- poziom troponin, CK-MB podwyższony gdy przyczyną ONS jest ostry zespół wieńcowy
- jonogram

Gazometria krwi tętniczej
RTG klatki piersiowej
- objawy choroby podstawowej
- zastój w krążeniu płucnym

ECHO serca
- ocena charakteru zaburzenia czynności serca

## Rozpoznanie
Rozpoznanie opiera się na wywiadzie, badaniu przedmiotowym i na wynikach badań dodatkowych.

### Różnicowanie
Ostra niewydolność serca różnicuje się z:
- zaostrzeniem astmy
- zaostrzeniem POChP
- zatorowością płucną.

Kardiogenny obrzęk płuc wymaga różnicowania z obrzękiem niekardiogennym.
Kryteria rozpoznania wstrząsu kardiogennego:
- kliniczne objawy hipoperfuzji obwodowej
- hipotonia (SP ≤90 mm Hg przez co najmniej 30 min pomimo podaży płynów i.v.)
- CI <2,2 l/min/m²
- PCWP >18 mm Hg
- oliguria <20-30 ml/h

## Leczenie

### Leczenie farmakologiczne
- nitraty
- diuretyki
- leki inotropowe dodatnie:
  - dopamina
  - dobutamina
  - milrinon
  - adrenalina
  - glikozydy nasercowe
- noradrenalina
- leki antyarytmiczne (amiodaron; przeciwwskazane leki klasy IC)

### Leczenie wspomagające
- tlenoterapia, wentylacja wspomagana
- mechaniczne wspomaganie czynności serca
  - kontrapulsacja wewnątrzaortalna (IABP)
  - urządzenia wspomagające czynność komór (VAD)

## Rokowanie
W klasyfikacji Killipa śmiertelność wewnątrzszpitalna wynosi w klasach I-IV odpowiednio: 6%, 30%, 40% i 80-90%.